# Cyrestis irmae
Cyrestis irmae är en fjärilsart som beskrevs av Forbes 1885. Cyrestis irmae ingår i släktet Cyrestis och familjen praktfjärilar. Inga underarter finns listade i Catalogue of Life.